# Firuz Shah Tughluq
Sultan Firuz Shah Tughlaq (Năm 1309 - 20 tháng 9 năm 1388) là một người cai trị nhà Tughlaq và là người trị vì Vương quốc Hồi giáo Delhi từ năm 1351 đến năm 1388.